# Tanums kyrka, Bohuslän

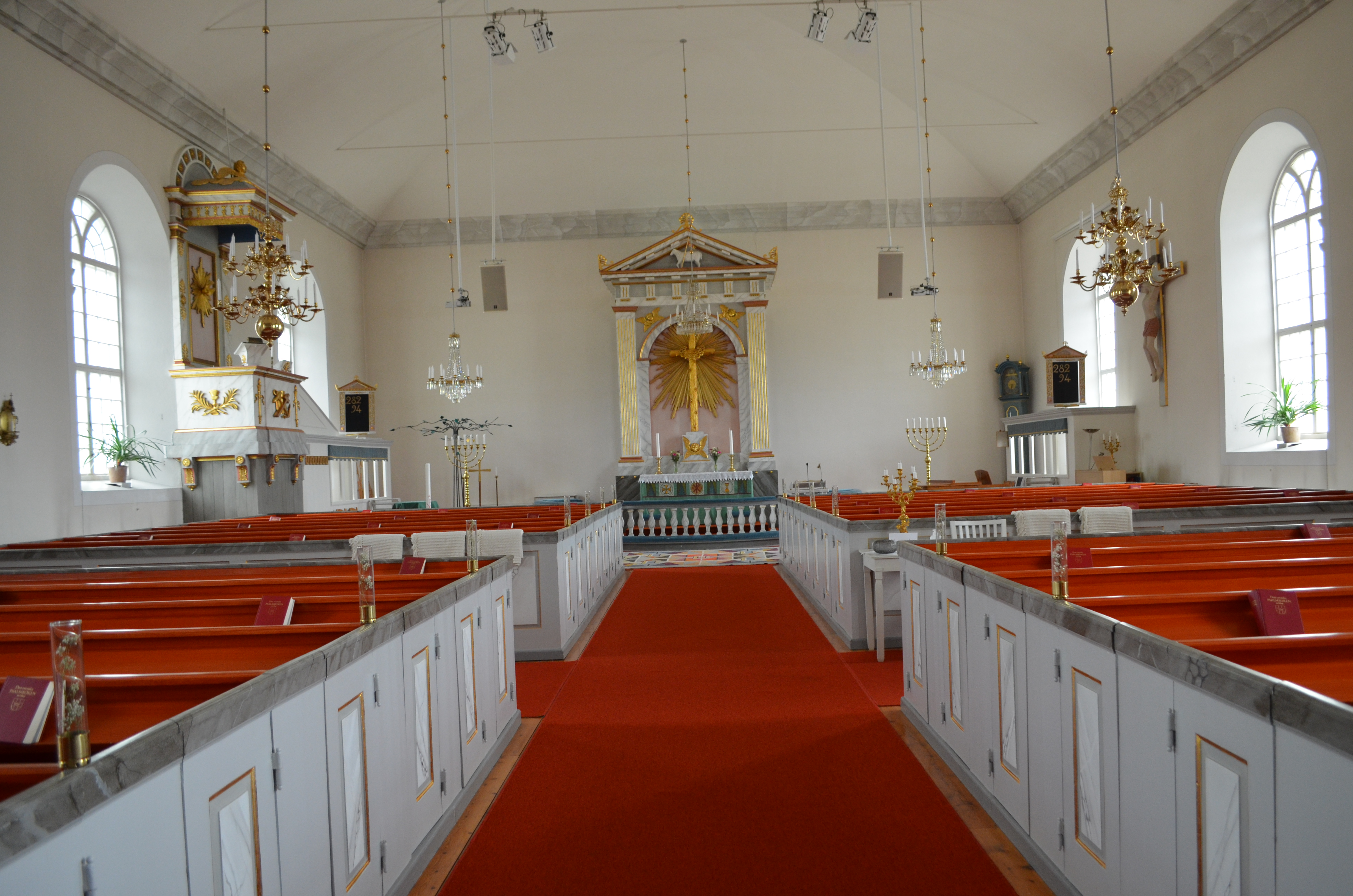
Tanum kyrkas kyrkosal

Tanums kyrka är en kyrkobyggnad i Tanums församling i Göteborgs stift. Den ligger i centralorten Tanumshede i Tanums kommun.

## Kyrkobyggnaden
Nuvarande kyrka uppfördes 1825-1829 och invigdes 1830. En medeltida föregångare fanns på samma plats och revs 1825. 1980 genomgick kyrkan en grundlig restaurering och återfick då sin nyklassiska stil.
Kyrkan består av ett långhus med rakt avslutat kor i öster och kyrktorn i väster. Öster om koret finns en sakristia.

## Inventarier
- På södra långväggen i koret hänger ett medeltida triumfkrucifix som härstammar från gamla kyrkan.
- Altare och predikstol tillkom 1854.
- Vid korets norra sida står en dopfunt av ljus granit tillverkad 1907. Funten är åttakantig och har fyrkantig fot.
- Nuvarande orgel på 29 stämmor byggdes 1980 av Marcussen & Søn. Fem av stämmorna kommer från kyrkans första orgel byggd av Johan Nikolaus Söderling och invigd 1860.
- I tornet hänger två klockor med inskriptioner från 1674 respektive 1739. När nuvarande kyrka uppfördes göts båda klockorna om av klockgjutare Friis i Jönköping 1828.

Kallebystenen

## Omgivning
Utanför kyrkan, tvärs över vägen på norra sidan, står en runsten uppställd. Det är den så kallade Kallebystenen.

### Webbkällor
- Tanums kulturminnesvårdsprogram om Tanums kyrkor
- byggnadspresentation
- anläggningspresentation
- Wikimedia Commons har media som rör Tanums kyrka, Bohuslän.